# 林全
林全（1951年12月13日—），中華民國無黨籍政治人物、經濟學者，生於高雄市左營區海軍眷村自治新村，外省第二代，籍貫江蘇省淮安縣，現任東洋藥品董事長、東生華製藥董事長、總統府資政，曾任行政院院長、新境界文教基金會執行長、小英教育基金會執行長、財政部部長、臺北市政府財政局局長、行政院主計總處主計長、國立臺灣大學經濟系教授、中華經濟研究院副研究員。
林全出身深藍家庭，原為學者，自陳水扁任臺北市市長時，出掌財政局局長，直到2000年中華民國總統選舉為陳水扁草擬「財經白皮書」，從實務到理念，被視為民主進步黨核心的財經智囊。

## 生平

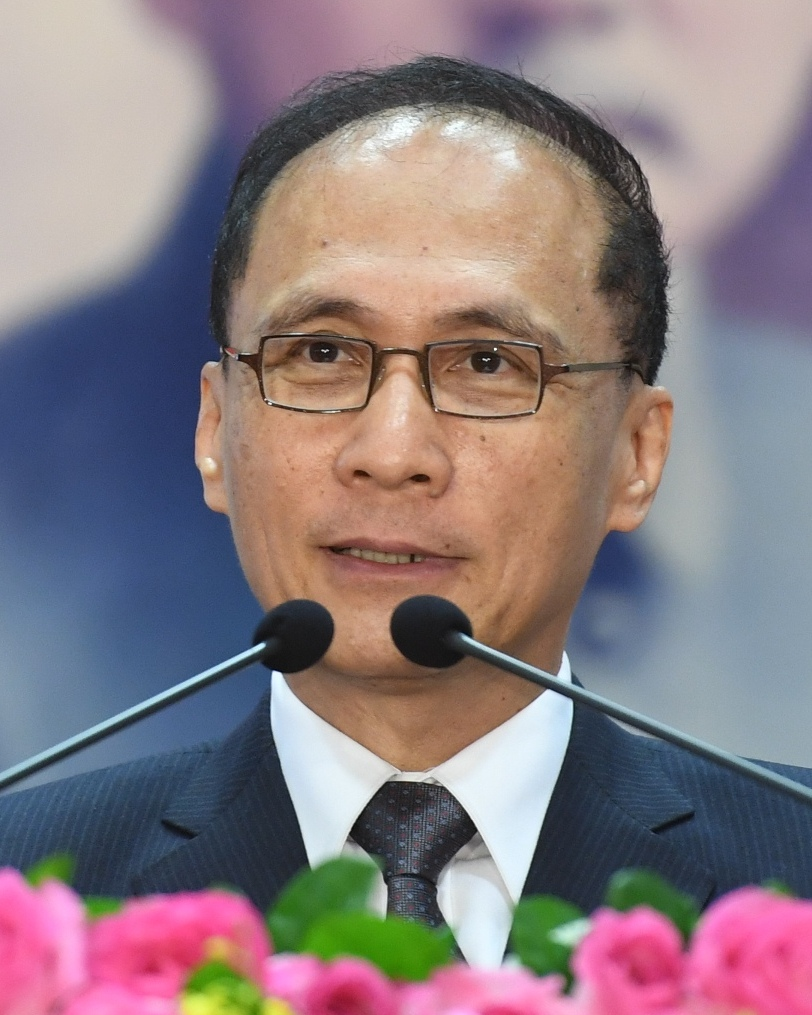
行政院院長任內

林全為臺灣外省人第二代，來自深藍家庭，籍貫江蘇省淮安縣。
林全的父親林守一是江蘇淮陰人，1949年與妻子林許永清自淪陷的上海市緊急撤離，移民至臺灣後，加入中華民國海軍，直到海軍中校退役。
林全出生於高雄市左營區的中華民國海軍眷村自治新村，先後畢業於中華民國海軍子弟學校（今「高雄市立永清國小」）、海青初級中學（今「海青工商」）、省立左營高中、天主教輔仁大學經濟學系學士、國立政治大學財政研究所碩士、美國伊利諾大學經濟學博士。

### 職業生涯
曾任中華經濟研究院副研究員、財政部「賦稅改革委員會」顧問、國立政治大學財政學系暨財政研究所教授、國立臺灣大學經濟學系專任教授、建築暨城鄉研究所兼任教授、臺北市政府財政局局長、行政院主計長、財政部部長、世界先進積體電路股份有限公司董事長。現任國立臺灣大學經濟學系兼任教授。
2016年，成為候任總統蔡英文任命的「政權交接小組」召集人之一，後接受蔡英文的邀請出任行政院院長，同年5月20日上任，定位為「財經內閣」、「改革內閣」，力拚臺灣經濟發展、產業升級。
2017年9月4日，林全以完成階段性任務爲由請辭行政院院長一職並獲准，9月7日內閣總辭，9月8日卸任。隨後被蔡英文增聘爲總統府資政，並於2018年5月20日、2021年2月9日、2022年9月1日續任，而賴清德當選總統後，於2024年8月1日再度續任。
2018年1月，接任東洋藥品董事長。2020年5月，兼任東生華董事長。

### 政策立場
- 2015年12月14日，時任民進黨智庫新境界文教基金會執行長林全支持開放台積電到南京成立12吋晶圓廠。[19]2016年2月3日投審會正式核可台積電申請到南京設立生產主流16奈米矽晶圓廠。[20]

- 2015年12月14日，針對中國大陸紫光集團12月11日擬收購矽品精密工業等三家IC封裝測試大廠，林全表示，紫光負責人對併購案的發言逾越了企業應有的角色，這種不恰當發言出現後再來談併購，氣氛不對，建議經濟部應暫緩審查此投資案。[21]同日，日月光正式向矽品提出合意併購邀約，向矽品董事會提議現金收購矽品百分之百股權。[22]2016年4月28日，矽品宣布終止紫光集團參與私募案。[23]

- 2017年6月24日，林全接受日本經濟新聞專訪時表示，台灣不會以加入某一個區域的自由貿易為唯一目標，而是平等看待，「包含過去所看到的ECFA的簽訂，或是其他更進一步的去降低雙方貿易障礙的措施，從經濟互惠原則來看，都是好的」。[24]

## 作品

### 主要著作
| 年份   | 書名                   | 作者                                                 | 出版社               | ISBN               |
| ------ | ---------------------- | ---------------------------------------------------- | -------------------- | ------------------ |
| 2010年 | 《經濟學》（六版）     | 毛慶生、朱敬一、林全、許松根、陳昭南、陳添枝、黃朝熙 | 華泰文化事業有限公司 | ISBN 9789574171224 |
| 2010年 | 《經濟學概要》（五版） | 毛慶生、朱敬一、林全、許松根、陳昭南、陳添枝、黃朝熙 | 華泰文化事業有限公司 | ISBN 9789574171248 |
| 2010年 | 《基礎經濟學》（五版） | 毛慶生、朱敬一、林全、許松根、陳昭南、陳添枝、黃朝熙 | 華泰文化事業有限公司 | ISBN 9789574171231 |
| 2010年 | 《經濟學的視野》       | 朱敬一、林全                                         | 聯經出版事業公司     | ISBN 9789570835656 |

## 榮譽

### 中華民國勳章獎章
- 一等卿雲勳章（2017年9月15日於台北總統府頒授[25]）

## 評價
- 律師陳長文在林全未上任行政院長前，對林全抱有很大期許語多肯定，「無黨籍的林全，出身高雄左營眷村，統獨立場不明顯，兼有專業及施政能力，產、官、學經歷豐富且風評頗佳。」[26]
- 林全在陳水扁政府財政部長任內最知名的就是推動最低稅負制，積極推動稅改，被當時民進黨立委簡錫堦稱讚是「唯一成功加稅而沒下台的財政部長」。[4]
- 因為一例一休政策引起的爭議，謝金河批林全：「習慣喝紅酒、當大學教授、坐領千萬獨董年薪的林院長，不知底層民眾生活」[27]。

## 爭議
- 2016年6月3日，林全在立法院回應質詢稱：“慰安妇问题有很多原因，慰安婦那麼多，有人也許是自願，有人也許是強迫，不能一定都說是自願或強迫。”[28]其後林全於6月4日道歉，認為無論在任何時空環境下，女性都不應該因為體制暴力或是社會結構的因素，而傷害到身心的自主與尊嚴。[29][30]
- 林全在行政院長任內任內推動不當黨產條例、一例一休、長期照顧計畫2.0、電業法修正、年金改革、前瞻基礎建設計畫、2025非核家園等政策，皆造成部分民意極大反彈，另擬開放日本核災縣分食品進口，後又宣布暫緩[31]。

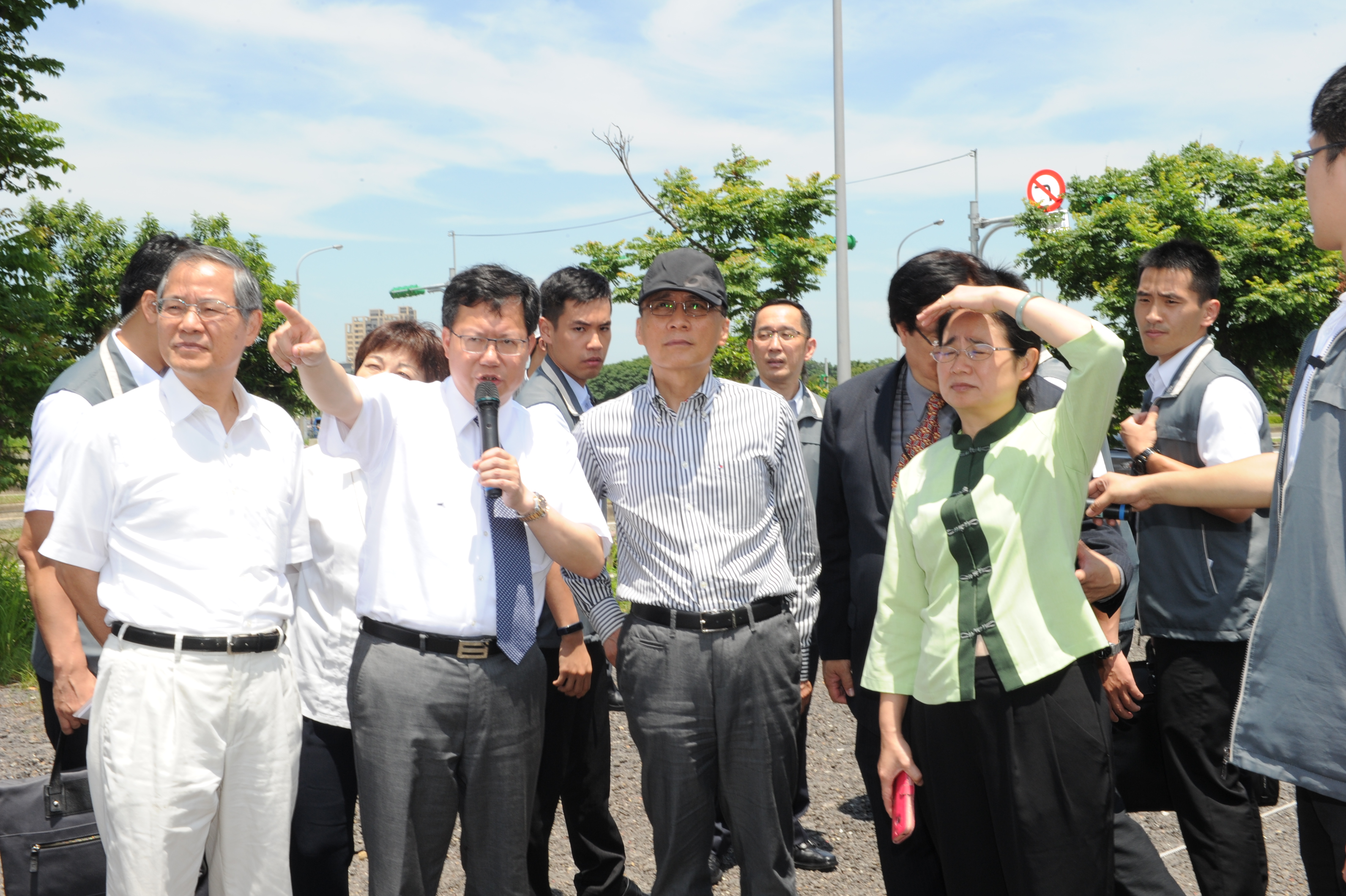
行政院長林全在桃園市長鄭文燦的陪同下視察亞洲矽谷計畫預定地。

## 軼事
- 披薩是林全的最愛，覺得披薩「好吃又營養」。林全曾向記者說，只要「最低稅負制」能立法通過，他就「全天候、無限制供應披薩」。[32]林全也喜歡電玩。[33]
- 林全育有二女，亦有兩段婚姻，現任太太吳佩凌[3]曾是林全的學生，林全和吳佩凌相差19歲，2人不只曾是師生，還是上司和秘書，在林全擔任臺北市財政局長的時候，吳佩凌還在政大念碩士，當時她被推薦變成林全的小秘書，沒想到就這樣促成一段姻緣。[34]作風瀟灑、自認不求官名，林全不因擔心外界流言，而委屈自己的感情，在政壇上被歸類為「名士派」。[4][35]
- 愛穿高領毛衣搭配西裝外套的閣揆林全，品味雅痞，總是斯文現身，40多年前，在高雄左營念書的林全，就已經是校內風雲人物。[36]
- 林全在寫自己的橫式簽名時，兩個「木」分得太開，右邊那個「木」卻與「全」字貼的太近，因而被網友戲稱為「木栓」。[37][38]

## 外部連結
- 林全 （页面存档备份，存于）的Facebook專頁
- 行政院林全院長 （页面存档备份，存于）

| 中華民國政府職務 | 中華民國政府職務                                          | 中華民國政府職務 |
| ---------------- | --------------------------------------------------------- | ---------------- |
| 行政院           |                                                           |                  |
| 前任： 韋端      | 行政院主計總處主計長 第十四任 2000年5月20日—2002年12月1日 | 繼任： 劉三錡    |
| 前任： 李庸三    | 財政部部長 第二十五任 2002年12月2日—2006年1月25日         | 繼任： 呂桔誠    |
| 前任： 張善政    | 行政院院長 第二十八任 2016年5月20日—2017年9月8日          | 繼任： 賴清德    |